# Phanna Ritthikraj
Phanna Ritthikraj (พันนา ฤทธิไกร; 1961. február 17. – Bangkok, 2014. július 19.) thai kaszkadőr, harckoreográfus, színész, rendező és forgatókönyvíró. Nemzetközi ismertségre Tony Jaa Ong-bak – A thai boksz harcosa című filmjével tett szert, melynek akciókoreográfiáját tervezte.

## Élete és pályafutása
Pályafutását kaszkadőrtrénerként kezdte a Coliseum Filmsnél, ahol színészeket kellett felkészítenie harcművészeti jelenetekre. Később harckoreográfusi munkákat kapott, majd 1986-ban a rendezői székbe ült. A Born To Fight volt az a film, ami miatt Tony Jaa elhatározta, hogy Ritthikraj irányítása alatt szeretne dolgozni és filmekben kaszkadőrködni. Első közös filmjük az 1994-es Spirited Killer volt, melyben Ritthikraj negatív szereplőt alkaított.
Ritthikraj 2003-ban tett szert nemzetközi ismertségre az Ong-bak – A thai boksz harcosa című film koreográfiájával. Ritthikraj pályafutása során több mint ötven filmben szerepelt harckoreográfusként, színészként, rendezőként vagy kaszkadőrként.

## Filmográfia

### Rendezőként
- Kerd ma lui (1986)
- 2 Nuk Soo Poo Ying Yai (Thai Police Story) (1987)
- Nuk leng klong yao (2001)
- Kon dib lhek nam pee (2001)
- Kerd ma lui (Born to Fight) (2004)
- Ong Bak 2. – A bosszú (2008) (társrendező)
- Ong Bak 3. (2010) (társrendező)
- Bangkok Knockout (2010)

### Harckoreográfusként
- The Legend of Suriyothai (2001)
- Ong-bak – A thai boksz harcosa (2003)
- Kerd ma lui (Born to Fight) (2004)
- A sárkány bosszúja (2005)
- Mercury Man (2006)
- Ong Bak 2. – A bosszú (2008)
- A harc szelleme (2008)
- Tom Yum Goong 2. (2012, forgatás alatt)[5]